# A Manual Dexterity: Soundtrack Volume 1
A Manual Dexterity: Soundtrack Volume One es el primer álbum solista del guitarrista y compositor de The Mars Volta Omar Rodríguez-López, grabado en el año 2001, después de la ruptura de At the Drive-In, y publicado en 2004. Este disco es la primera de las dos partes de una banda sonora de una película dirigida por Omar Rodríguez. Debido a problemas legales, la segunda edición de esta banda sonora y el estreno de la película, que iban a ser ver la luz en la primavera de 2005, sufrieron un retraso indefinido, aunque Rodríguez expresó que tiene pensado publicar estos dos proyectos en el futuro.

## Lista de canciones
1. "Around Knuckle White Tile" – 7:16
2. "Dyna Sark Arches" – 4:38
3. "Here the Tame Go By" – 5:11
4. "Deus Ex Machina" – 5:03
5. "Dramatic Theme" – 7:16
6. "A Dressing Failure" – 2:54
7. "Sensory Decay Part II" – 6:04
8. "Of Blood Blue Blisters" – 4:53
9. "Dream Sequence" – 6:11
10. "The Palpitations Form a Limit" – 3:22

## Personal
- Omar Rodríguez-López - guitarra, bajo, percusión, palmas, Rolands VP 330, SH 1000, SH 101, SH 7, SH 2000, Korg Ms 2000, microkorg, órgano, máquina de ritmos, pianola, piano, Yamaha QY 100, secuencia de ritmos, samples, televisiones, teléfonos, máquina de escribir, respiración
- Blake Fleming - batería (1, 2, 5, 8, 10), palmas (2)
- Jeremy Michael Ward - Melódica (2), pedal de guitarra (5), gritos (8)
- John Frusciante - mini moog (2, 3), A 100 (3), guitarra (5, 10)
- Cedric Bixler-Zavala - percusión y palmas (2), voz y letras (10)
- Angel Marcelo Rodríguez - voz y letras (4)
- David López - trompeta (4)
- Cecilio Ortiz - guitarra (4)
- Alberto El Professor Aragonez - percusión (4)
- Isaiah Ikey Owens - piano (8)
- Andrew Sheps - trompeta (8)
- Sara Christina Gross - saxofón (9)

- Datos: Q3602581